# Plaisir
Plaisir je zahodno predmestje Pariza in občina v departmaju Yvelines osrednje francoske regije Île-de-France. Leta 2010 je naselje imelo 30.958 prebivalcev.

## Geografija
Kraj se nahaja v osrednji Franciji 13 km zahodno od Versaillesa.

## Administracija
Plaisir je sedež istoimenskega kantona, v katerega sta poleg njegove vključeni še občini Les Clayes-sous-Bois in Thiverval-Grignon z 49.517 prebivalci.

## Pobratena mesta
- Bad Aussee (Avstrija),
- Baixa da Banheira (Portugalska),
- Geesthacht (Nemčija),
- Lowestoft (Združeno kraljestvo),
- Moita (Portugalska).